# Gyrinomimus bruuni
Gyrinomimus bruuni is een straalvinnige vissensoort uit de familie van walviskopvissen (Cetomimidae). De wetenschappelijke naam van de soort is voor het eerst geldig gepubliceerd in 1959 door Rofen.